# Colette Flesch
Colette Flesch (Dudelange, 16 april 1937), is een Luxemburgs politica en voormalig schermster.

## Levensloop
Vader Flesch werkte als metallurgisch ingenieur voor het staalconcern Arbed. Het gezin vluchtte tijdens de Duitse inval uit Dudelange naar Frankrijk, en vond onderdak bij een tante met gezin in Brive-la-Gaillarde. Colettes vader stierf drie maanden later. In 1944 vertrokken Flesch en haar moeder terug naar Luxemburg, maar werden door het Ardennenoffensief in Parijs opgehouden. In 1945 vestigden ze zich in de stad Luxemburg, waar haar moeder geboren was. In 1948 werd Flesch op turnles gezet, maar bleek ze geen aanleg te hebben. In dezelfde zaal werd schermles gegeven en dat bleek wel bij haar te passen.

## Opleiding en vroege carrière
Colette Flesch studeerde economie en politicologie aan het Wellesley College in de Verenigde Staten van Amerika. Van 1964 tot 1969 was zij werkzaam voor het secretariaat van de Raad van de Europese Gemeenschappen.
Colette Flesch was tijdens haar studententijd en hierna actief als schermer. Als schermer nam ze deel aan de Olympische Zomerspelen van 1960 in Rome, 1964 in Tokio en 1968 in Mexico-Stad. In 1967 werd ze in Luxemburg tot Luxemburgs Sportvrouw van het Jaar gekozen.

## Politieke carrière
Colette Flesch zat van 1969 tot 1980 en van 1984 tot 1990 voor de liberale Demokratesch Partei (Democratische Partij) in de Kamer van Afgevaardigden (Luxemburgs parlement). Van 1977 tot 1980 was ze secretaris-generaal en van 1980 tot 1989 voorzitster van de DP.
Van 2004 tot 2009 was Flescher opnieuw lid van de Kamer van Afgevaardigden.

### Burgemeester van Luxemburg
Colette Flesch werd in 1970 tot (eerste vrouwelijke) burgemeester van Luxemburg-Stad gekozen. Ze bleef gedurende tien jaar, tot 1980, burgemeester van Luxemburg-Stad.

### Minister

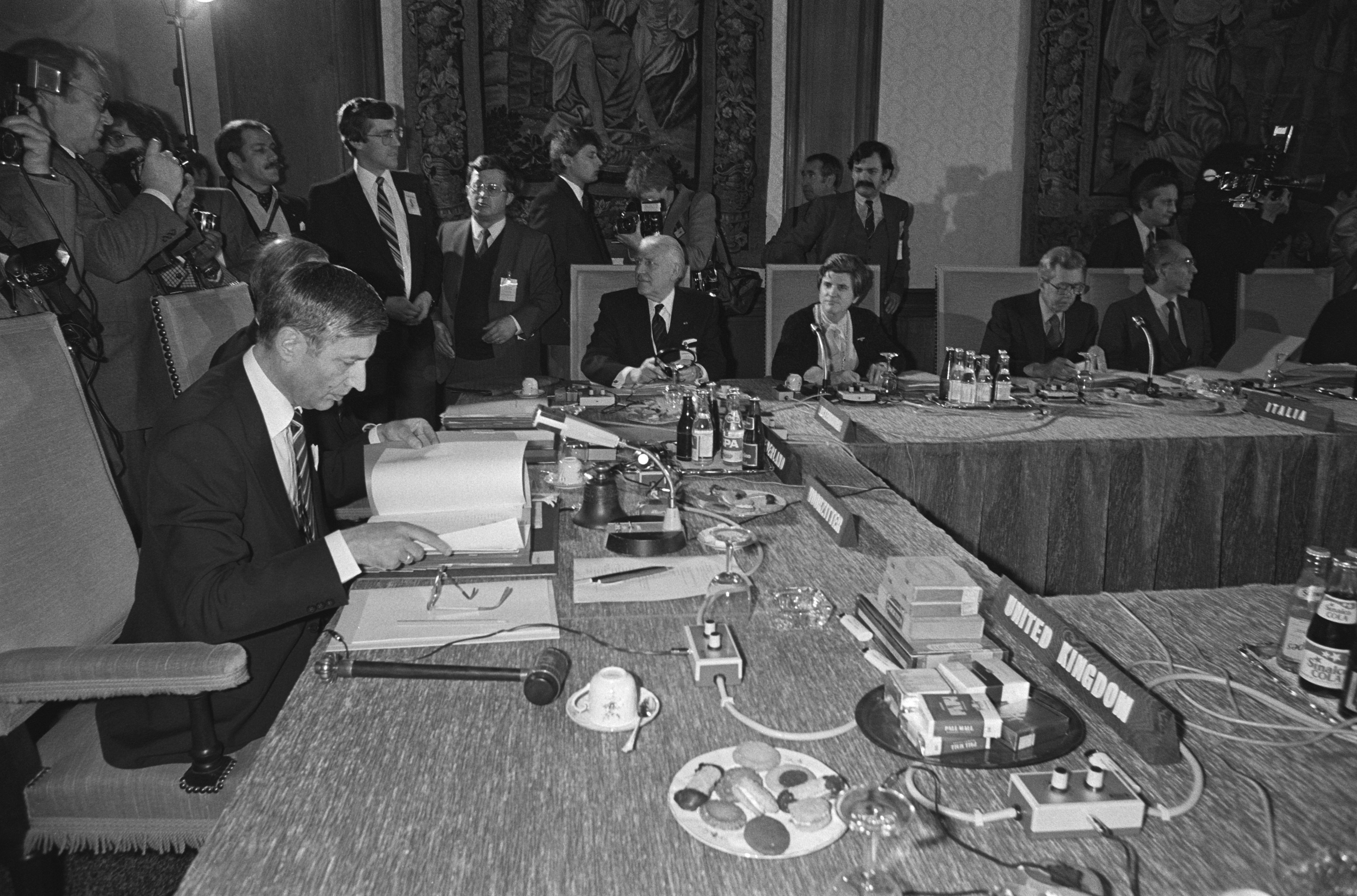
Maastricht 1981, Europese Raad: Nederland met Van Agt en Van der Klaauw, Luxemburg met Werner en Flesch, Italië met Forlani en Colombo.

Op 22 november 1980 werd Colette Flesch vicepremier in het kabinet Werner (Chrëschtlech Sozial Vollekspartei/Demokratesch Partei). Daarnaast werd ze ook minister van Buitenlandse Zaken, Buitenlandse Handel, Samenwerking, Economie, Midden- en Kleinbedrijf en later ook van Justitie. Ze was de eerste politica die vicepremier van Luxemburg was. In haar functie van minister van Buitenlandse Zaken was ze het tweede halfjaar van 1980 als eerste vrouw ook voorzitster van de Raad van de Europese Unie. Ondanks haar populariteit wist ze bij de parlementsverkiezingen van 17 juni 1984 niet te voorkomen dat de DP een zetels verloor en als coalitiegenoot door de CSV werd ingewisseld door de Lëtzebuerger Sozialistesch Aarbechterpartei (LSAP).

### Europeespolitica

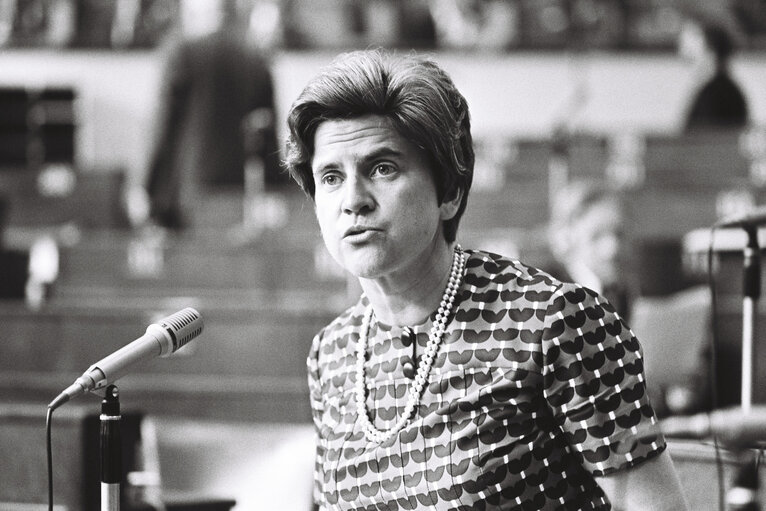
Straatsburg 1976: Flesch aan het woord tijdens een plenaire zitting van het Europees Parlement.

Colette Flesch was van 1969 tot 1980 namens de Europese liberalen (sinds 1976 Partij van Europese Liberalen en Democraten) in het Europees Parlement. Van 1985 tot 1990 was ze voorzitster van de Partij van Europese Liberalen en Democraten (ELDR). Van 1990 tot 1999 was Flesch directeur-generaal voor Cultuur, Informatie en Vertaling van de Europese Commissie.
Van 1999 tot 2004 was Flesch opnieuw lid van het Europees Parlement.